# Polystichtis separata
Polystichtis separata är en fjärilsart som beskrevs av Percy I. Lathy 1932. Polystichtis separata ingår i släktet Polystichtis och familjen Riodinidae. Inga underarter finns listade i Catalogue of Life.